# Serieåret 1994

## Händelser

### Okänt datum
- Stora förändringar på marknaden inträffar (främst på grund av spekulationsmarknadens kollaps) och tvingar många små förlag att lägga ner. Aircel Comics, Apple Comics, Attic Books, Axis Comics, Blackball Comics, Comic Zone Productions, Continuity Comics, Continüm Comics, Dagger Enterprises, Eclipse Comics, Eternity Comics, Fantagor Press, Imperial Comics, Innovation Corporation, Majestic Entertainment, NOW Comics, Ominous Press, Silver Moon Comics, och Triumphant Comics slutar alla publicera serier.[1]
- Kalle Anka fyller 60 år.
- Hank Ketcham går i pension från sitt tecknande av Dennis.
- Patrick McDonnell skapar dagspresserien Morrgan och Klös (Mutts i original)
- Den svenska serietidningen 87:an startas.[2]

## Pristagare
- Adamsonstatyetten: Gunnar Lundkvist, Scott McCloud
- Galagos Fula Hund: John Andersson (född 1960)
- Unghunden: Rune Andréasson
- Urhunden för svenskt album: "Arne Anka Del III" av Charlie Christensen
- Urhunden för översatt album: "Ernie 1" av Bud Grace (USA)

## Utgivning
- Hellboy: Seed of Destruction.
- Nintendo-Magasinet 2, 4, 6 och 7-8/1994 innehåller Super Mario Adventures. Nummer 1, 3, 5, 7-8/1994 innehåller The Legend of Zelda: A Link to the Past. Tidningen läggs ner samma år [3].

### Album
- Bert - Superstjärna med hångelhjärna (juni)[4]
- Bert - Jättehet på tjejpaket (oktober)[4]
- Bron över Mississippi (Lucky Luke)[5]
- Eva & Adam - Kyssar och svartsjuka[6].
- Ratata på rymmen (Ratata)[7]
- Bêtisier, Vol. 2 (Ratata)[7]

## Födda
- 9 juli – Olivia Skoglund, svensk serieskapare

## Avlidna
- 6 februari - Jack Kirby, 76, amerikansk serietecknare.
- 23 september - Forest Sagendorf, 79, amerikansk serietecknare, känd för Karl-Alfred.[8]

### Fotnoter
1. ↑  "Comics Publishers Suffer Tough Summer: Body Count Rises in Market Shakedown," The Comics Journal #172 (november 1994), sida 13-18.
2. ↑  ”Seriesamlarna”. http://www.seriesam.com/cgi-bin/guide?s=87%3AAN+AXELSSON+(1994). Läst 11 mars 2011.
3. ↑  Seriesamlarna
4. 1 2  ”Seriesamlarna”. Arkiverad från originalet den 20 maj 2011. https://web.archive.org/web/20110520024942/http://www.seriesam.com/cgi-bin/guide?s=BERTS+DAGBOK+(1992). Läst 11 mars 2011.
5. ↑  ”Lucky Luke på svenska”. Arkiverad från originalet den 11 november 2014. https://web.archive.org/web/20141111004811/http://www.visit.se/~dampgrodan/album_kronolog.html. Läst 12 mars 2011.
6. ↑  Seriesamlarna
7. 1 2  ”Lucky Luke på svenska”. Arkiverad från originalet den 25 maj 2012. https://archive.is/20120525100929/http://www.visit.se/~dampgrodan/album_Ratas.html. Läst 12 mars 2011.
8. ↑   Horisont 1994. Bertmarks